# Vivoin
Vivoin est une commune française, située dans le département de la Sarthe en région Pays de la Loire, peuplée de 899 habitants.
La commune fait partie de la province historique du Maine, et se situe dans le Saosnois.

## Géographie

### Situation
Vivoin est une commune du Nord-Sarthe et fait partie de la communauté de communes Haute Sarthe Alpes Mancelles.
À partir de la commune, il est simple et rapide d'atteindre les villes et autres chefs-lieux de canton aux alentours. La commune est à bonne distance entre Le Mans (26 km) et Alençon (25 km) mais aussi entre Fresnay-sur-Sarthe (14,5 km) et Marolles-les-Braults (13 km). Vivoin se situe à environ 220 km de Paris.
Vivoin est un village limitrophe de huit communes : Piacé, Chérancé, Doucelles, Meurcé, Lucé-sous-Ballon, Maresché, Beaumont-sur-Sarthe et Juillé.
| Piacé               | Doucelles, Chérancé |                  |
| Juillé              | Vivoin              | Meurcé           |
| Beaumont-sur-Sarthe | Maresché            | Lucé-sous-Ballon |

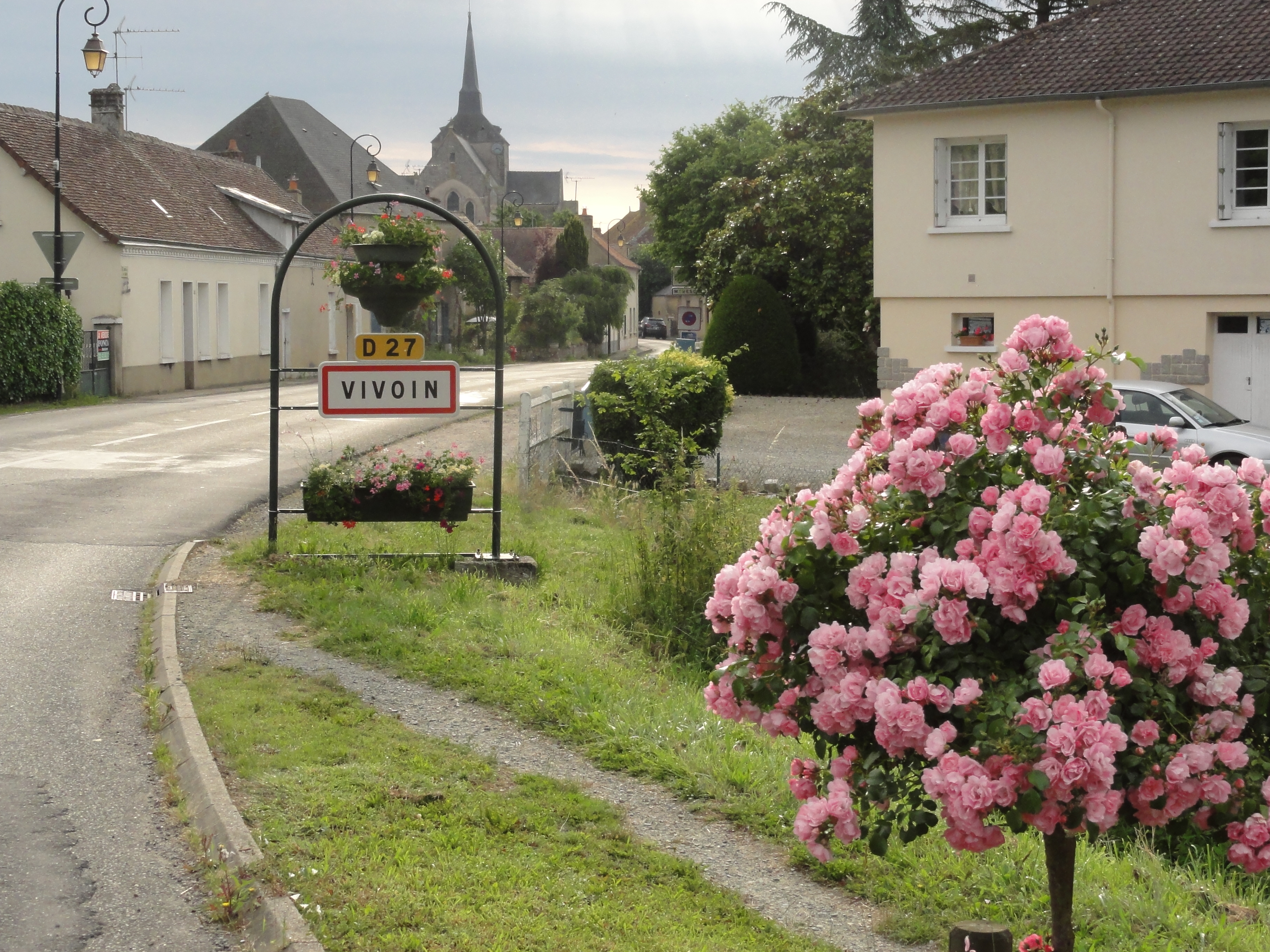
Entrée du bourg de Vivoin.
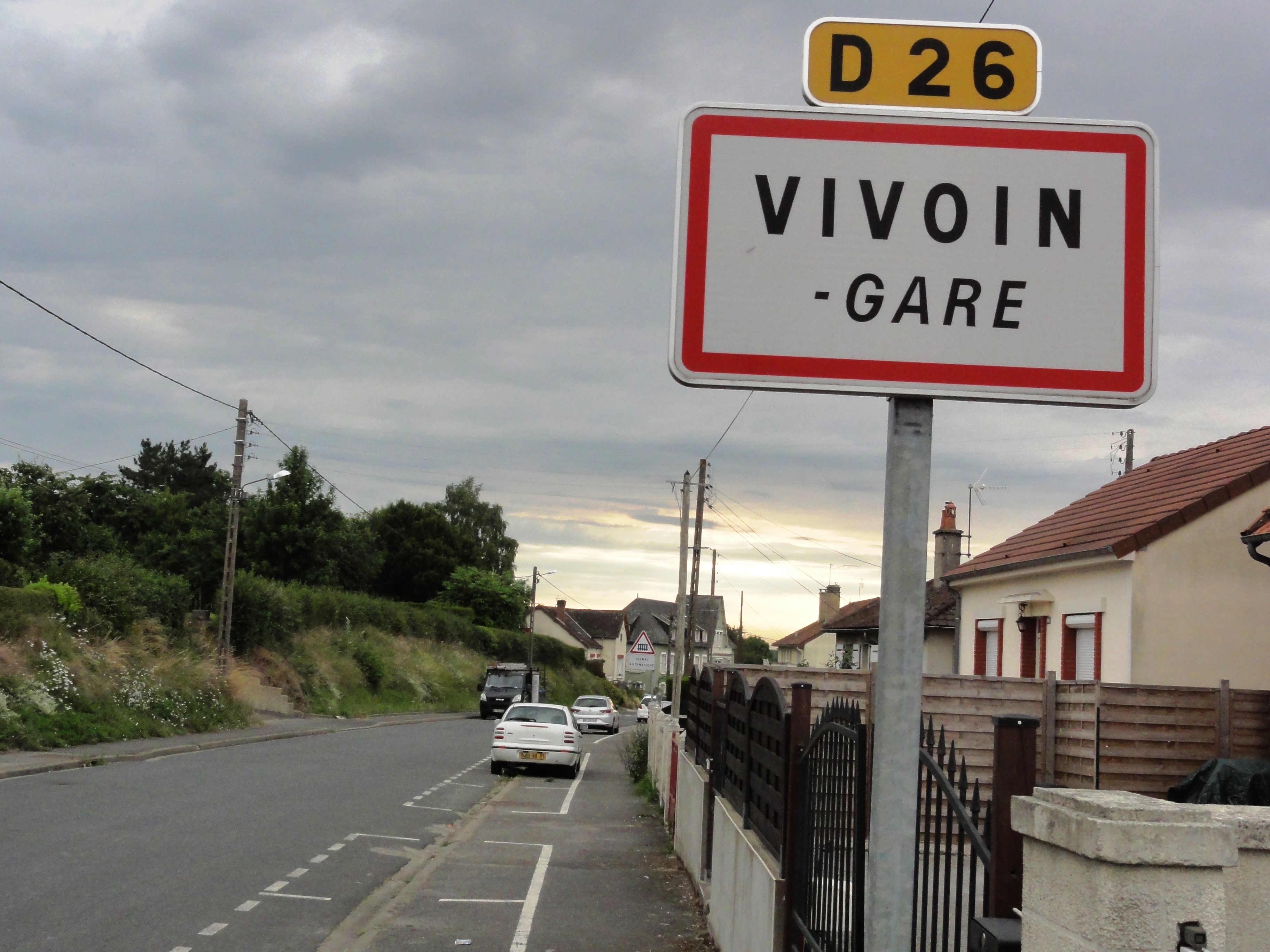
Entrée de Vivoin-gare.
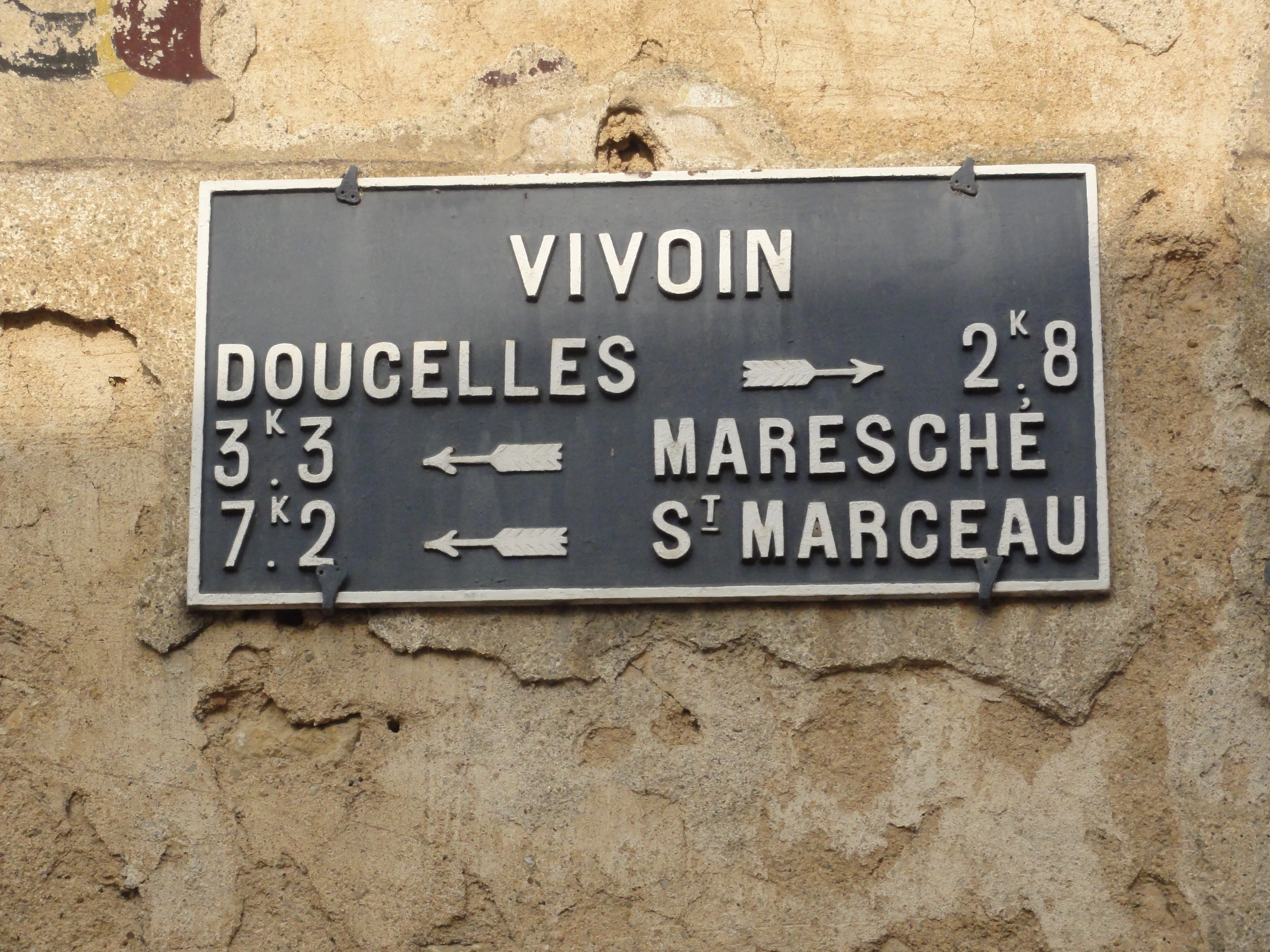
Plaque de cocher de la D26.
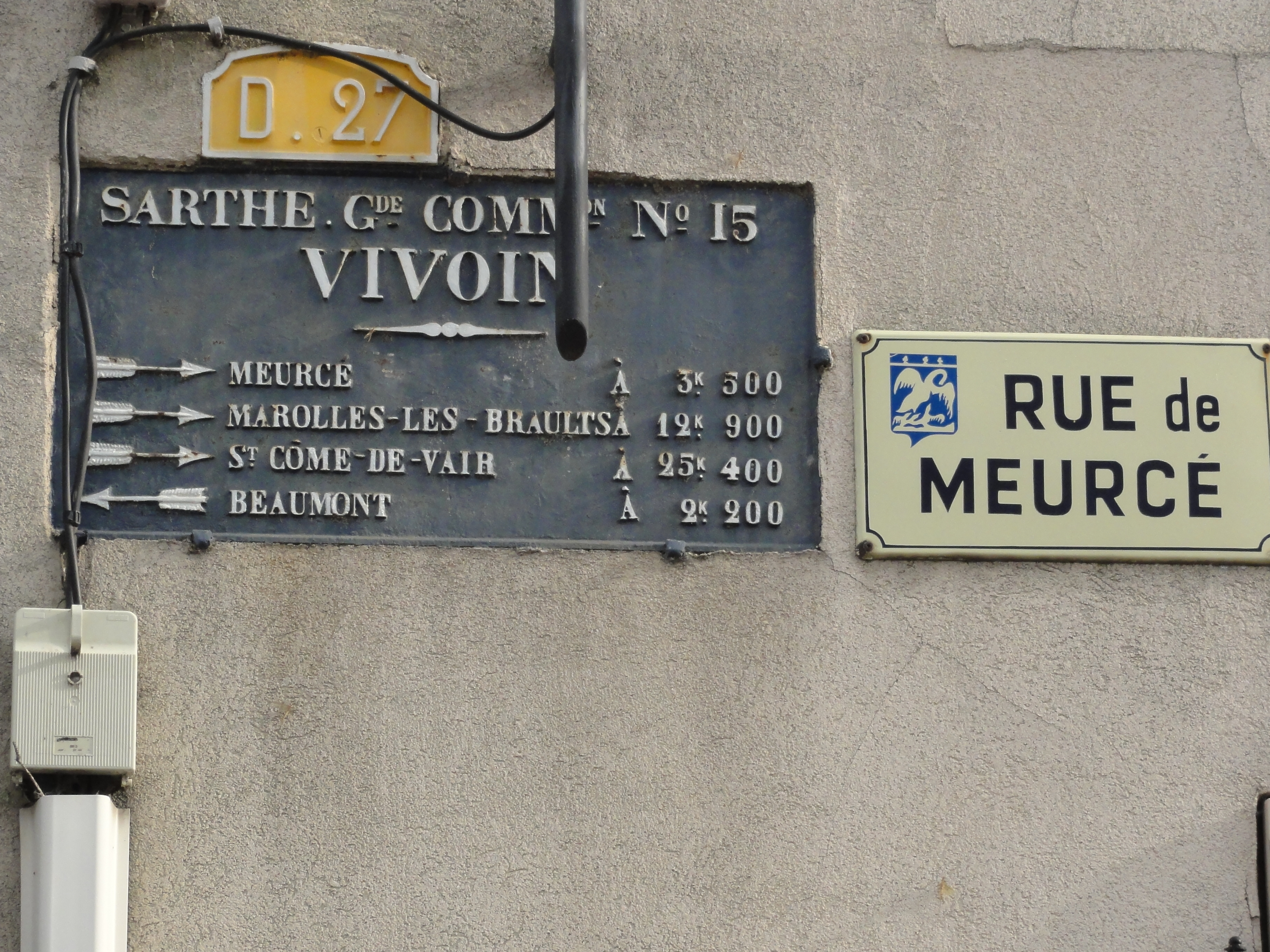
Plaque de cocher de la D27.

### Lieux-dits et écarts
Les principaux lieux-dits sont Congé des Guérets, le Courchalon, les Monceaux.

### Hydrographie

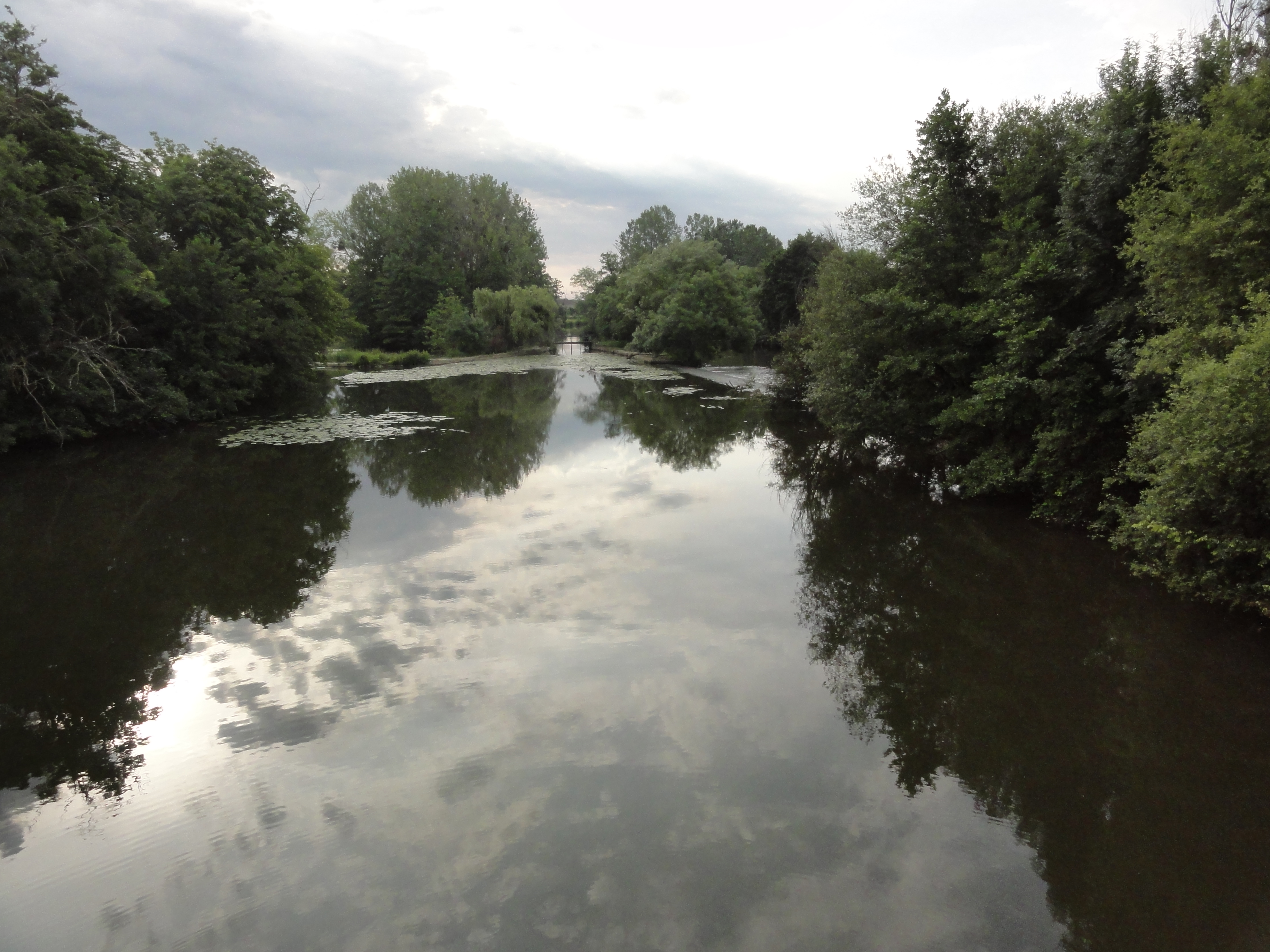
La Sarthe à Vivoin

### Climat
Pour des articles plus généraux, voir Climat des Pays de la Loire et Climat de la Sarthe.
En 2010, le climat de la commune est de type climat océanique dégradé des plaines du Centre et du Nord, selon une étude du CNRS s'appuyant sur une série de données couvrant la période 1971-2000. En 2020, Météo-France publie une typologie des climats de la France métropolitaine dans laquelle la commune est dans une zone de transition entre le climat océanique et le climat océanique altéré et est dans la région climatique  Moyenne vallée de la Loire, caractérisée par une bonne insolation (1 850 h/an) et un été peu pluvieux. 
Pour la période 1971-2000, la température annuelle moyenne est de 11 °C, avec une amplitude thermique annuelle de 13,8 °C. Le cumul annuel moyen de précipitations est de 688 mm, avec 11,7 jours de précipitations en janvier et 7,1 jours en juillet. Pour la période 1991-2020, la température moyenne annuelle observée sur la station météorologique de Météo-France la plus proche, « Saint Germain_sapc », sur la commune de Fresnay-sur-Sarthe à 11 km à vol d'oiseau, est de 11,9 °C et le cumul annuel moyen de précipitations est de 695,6 mm,. Pour l'avenir, les paramètres climatiques de la commune estimés pour 2050 selon différents scénarios d'émission de gaz à effet de serre sont consultables sur un site dédié publié par Météo-France en novembre 2022.

### Voies de communications et transports

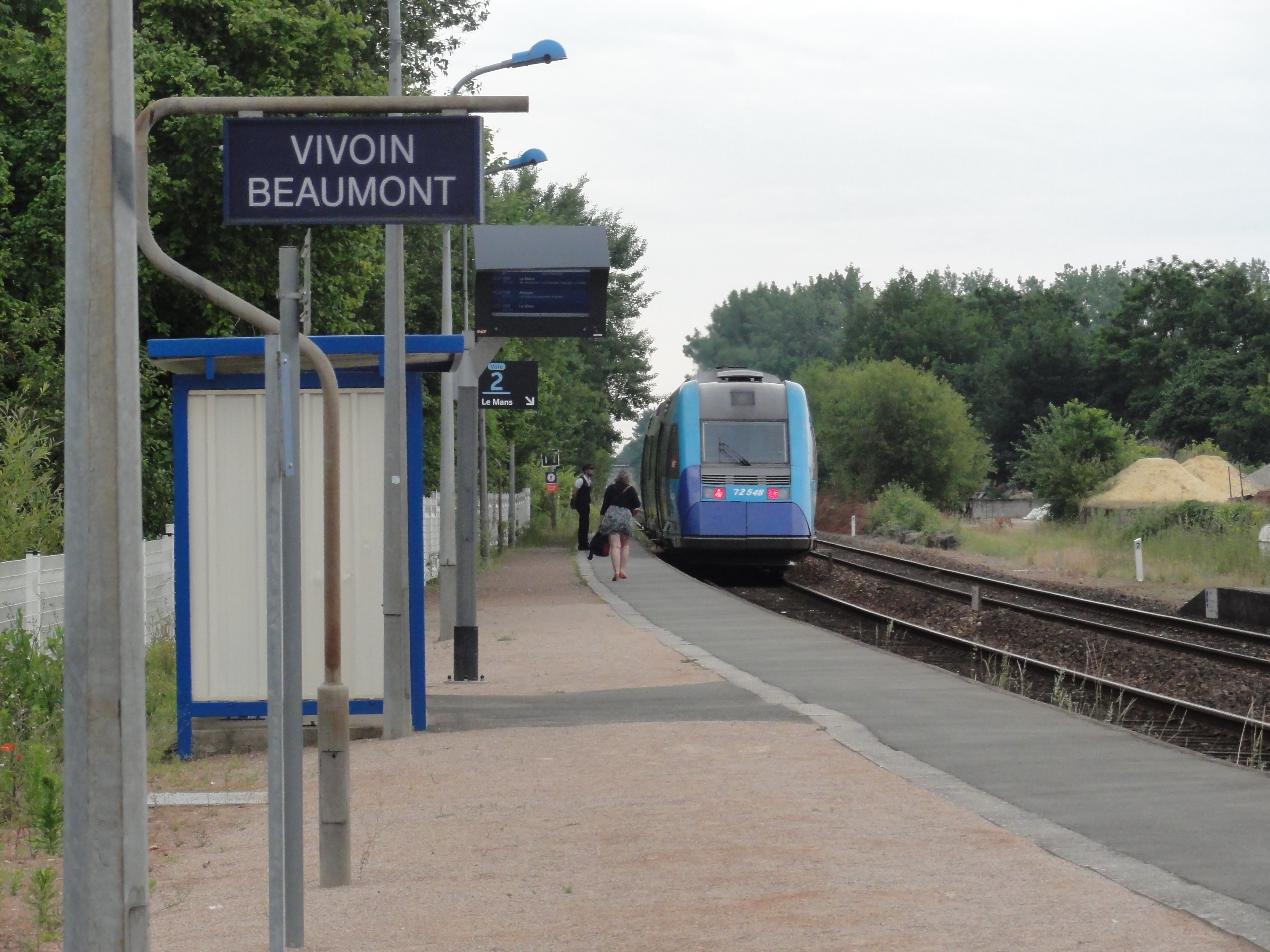
La gare de Vivoin - Beaumont.

Au départ de la commune, on peut rejoindre Le Mans en 26 minutes (26 km) et 29 minutes (25 km) par la D 338 (ex RN 138). On peut également rejoindre Marolles-les-Braults en 18 minutes (13 km) par la D 27 et Fresnay-sur-Sarthe en 19 minutes (14 km) par la D 39.
L'autoroute A28 est située à moins de 10 minutes (7 km) de Vivoin avec la sortie no 21 à Maresché.
Vivoin possède sa propre gare (gare de Vivoin - Beaumont), mise en service en 1856, qui permet chaque jour des liaisons régulières vers Le Mans, Alençon ou Caen.
L'aéroport le plus près est l'aéroport Le Mans-Arnage, qui depuis quelques années ne propose plus de vols réguliers. Pour des vols réguliers, l'aéroport le plus proche est l'aéroport de Caen - Carpiquet qui propose des vols à destination de Lyon, Nice et Paris-Orly.

## Urbanisme

### Typologie
Au 1er janvier 2024, Vivoin est catégorisée commune rurale à habitat dispersé, selon la nouvelle grille communale de densité à sept niveaux définie par l'Insee en 2022.
Elle est située hors unité urbaine. Par ailleurs la commune fait partie de l'aire d'attraction du Mans, dont elle est une commune de la couronne,. Cette aire, qui regroupe 144 communes, est catégorisée dans les aires de 200 000 à moins de 700 000 habitants,.

### Occupation des sols
L'occupation des sols de la commune, telle qu'elle ressort de la base de données européenne d’occupation biophysique des sols Corine Land Cover (CLC), est marquée par l'importance des territoires agricoles (96,1 % en 2018), en diminution par rapport à 1990 (97 %). La répartition détaillée en 2018 est la suivante : 
terres arables (82,2 %), prairies (13,9 %), zones urbanisées (3,9 %). L'évolution de l’occupation des sols de la commune et de ses infrastructures peut être observée sur les différentes représentations cartographiques du territoire : la carte de Cassini (XVIIIe siècle), la carte d'état-major (1820-1866) et les cartes ou photos aériennes de l'IGN pour la période actuelle (1950 à aujourd'hui).

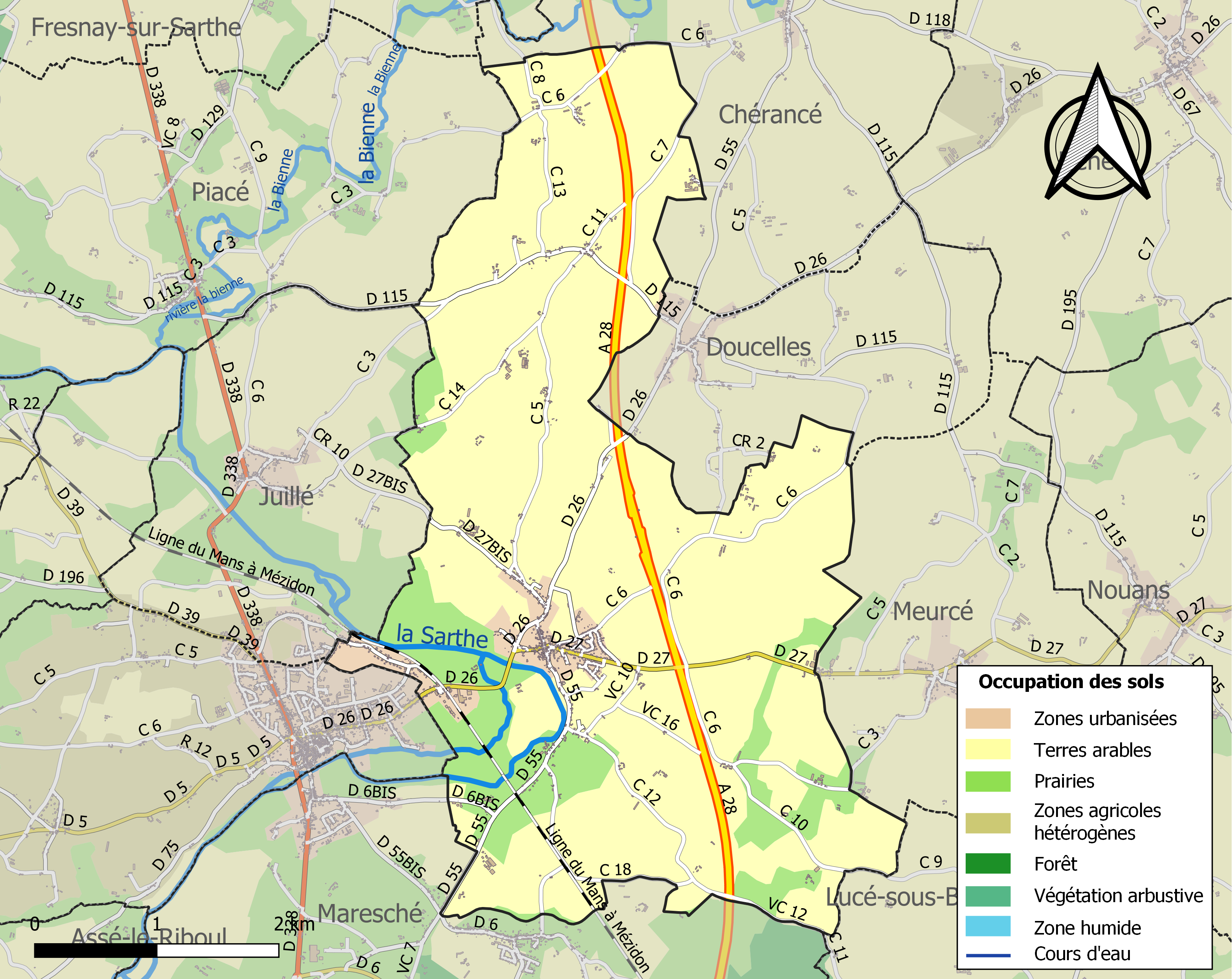
Carte des infrastructures et de l'occupation des sols de la commune en 2018 (CLC).

## Toponymie
Le nom de la localité est attesté sous la forme Vivonium au IXe siècle, probablement de l'anthroponyme gaulois Bivonius (avec transformation du « b » en « v » par bêtacisme) ou du nom de femme gauloise Vivennia.
Le gentilé est Vivoinais.

## Politique et administration

### Administration municipale
| Période                                  | Période        | Identité            | Étiquette | Qualité                 |
| ---------------------------------------- | -------------- | ------------------- | --------- | ----------------------- |
| avant 1988                               | ?              | Edmond Imbert       | PS        |                         |
| 1989                                     | septembre 2004 | André Soreau        | -         | Retraité de gendarmerie |
| septembre 2004                           | mars 2008      | Jean-Jacques Boucle | -         | -                       |
| mars 2008                                | mars 2014      | Frédéric Martinache | SE        | Chauffeur               |
| mars 2014                                | En cours       | Marcel Levesque     | SE        | Agriculteur             |
| Les données manquantes sont à compléter. |                |                     |           |                         |

### Jumelages
Vivoin n'a pour le moment aucun jumelage avec d'autres villages ou villes.

### Politiques environnementales
La politique environnementale, dans une petite commune comme Vivoin est assez modeste mais existe. En effet, la commune s'est dotée à l'aide d'autres villages de la communauté de communes d'une nouvelle station d'épuration plus performante mais également plus respectueuse des normes environnementales.
D'autre part, la commune essaye de trier au maximum les déchets du quotidien en construisant des bornes de collecte un peu partout dans le village.

## Population et société

### Démographie
L'évolution du nombre d'habitants est connue à travers les recensements de la population effectués dans la commune depuis 1793. Pour les communes de moins de 10 000 habitants, une enquête de recensement portant sur toute la population est réalisée tous les cinq ans, les populations de référence des années intermédiaires étant quant à elles estimées par interpolation ou extrapolation. Pour la commune, le premier recensement exhaustif entrant dans le cadre du nouveau dispositif a été réalisé en 2006.
En 2022, la commune comptait 899 habitants, en évolution de −5,37 % par rapport à 2016 (Sarthe : −0,25 %, France hors Mayotte : +2,11 %).
| 1793  | 1800  | 1806  | 1821  | 1831  | 1836  | 1841  | 1846  | 1851  |
| ----- | ----- | ----- | ----- | ----- | ----- | ----- | ----- | ----- |
| 1 213 | 1 289 | 1 336 | 1 326 | 1 436 | 1 345 | 1 371 | 1 337 | 1 404 |

| 1856  | 1861  | 1866  | 1872  | 1876  | 1881  | 1886  | 1891  | 1896 |
| ----- | ----- | ----- | ----- | ----- | ----- | ----- | ----- | ---- |
| 1 280 | 1 259 | 1 182 | 1 200 | 1 157 | 1 052 | 1 048 | 1 011 | 940  |

| 1901 | 1906 | 1911 | 1921 | 1926 | 1931 | 1936 | 1946 | 1954 |
| ---- | ---- | ---- | ---- | ---- | ---- | ---- | ---- | ---- |
| 920  | 972  | 951  | 932  | 835  | 829  | 742  | 825  | 843  |

| 1962 | 1968 | 1975 | 1982 | 1990 | 1999 | 2006 | 2011 | 2016 |
| ---- | ---- | ---- | ---- | ---- | ---- | ---- | ---- | ---- |
| 806  | 780  | 701  | 746  | 771  | 816  | 907  | 941  | 950  |

| 2021 | 2022 | - | - | - | - | - | - | - |
| ---- | ---- | - | - | - | - | - | - | - |
| 915  | 899  | - | - | - | - | - | - | - |

### Enseignement
Vivoin fait partie de l'académie de Nantes. Elle compte actuellement 2 écoles : une publique et une privée.
Les effectifs à la rentrée scolaire 2012 était d'environ 120 élèves pour l'école publique, qui accueille les enfants de la commune mais également de communes aux alentours comme Doucelles, Meurcé, Teillé ou encore Juillé. Quant à l'école l'école privée, elle compte une soixantaine d'élèves d'horizons divers comme l'école publique.
Ces deux écoles possèdent, pour le moment, chacune une cantine avec leurs chefs cuisiniers respectifs mais courant 2013 les travaux pour une nouvelle cantine municipale regroupant les deux écoles sera lancé et ouvrira courant 2014.
Pour le collège, les élèves sont dirigés vers Beaumont-sur-Sarthe (collège Le Joncheray ou Sainte-Thérèse-Saint-Joseph) auxquels un transport scolaire est assuré et le lycée de secteur est le lycée Paul-Scarron situé à Sillé-le-Guillaume où là aussi le transport scolaire est assuré.

### Santé
La commune, malgré sa petite taille, possède un médecin généraliste qui forme le mercredi un jeune médecin (un interne) de l'internat de médecine générale de la faculté de médecine d'Angers. La commune de Beaumont-sur-Sarthe, qui est limitrophe de celle de Vivoin possède  un hôpital local mais aussi quatre autres médecins généralistes, quatre infirmières et de nombreux autres spécialistes (kinésithérapeute, dentistes…), et pour les animaux, une clinique vétérinaire composée de trois vétérinaires
Les hôpitaux les plus proches sont ceux du Mans  et d'Alençon

### Sports
Vivoin est une commune assez axée sur la jeunesse et les loisirs, de nombreux Vivoinais de tous âges exercent un sport. Car même si la commune en elle-même ne possède aucun club, ni d'infrastructure sportive (gymnase) mis à part un terrain de foot (appartenant auparavant au club de foot de Vivoin) l'offre sportive des autres communes aux alentours (principalement Beaumont) est élevée. À Beaumont, il est  possible de faire du football, du basketball, du tennis, de la gym, de la zumba et de nombreuses autres activités sportives. Mais également pas très loin du tennis de table (à Maresché), du handball (à la Bazoge).

### Cultes
Les Vivoinais disposent d'un lieu de culte catholique : l'église Saint-Hypolite.

### Activité et manifestations
La commune de Vivoin accueille de nombreuses fêtes, festivals et autres évènements qui s'adresse à tous.

#### Festivals

##### Kikloche
Tous les deux ans, l'Association des festivals en pays de Haute Sarthe organise le festival kikloche à Vivoin. Ce festival s'adresse à tout le monde, petits et grands. Kikloche est le festival de « petites formes spectaculaires à la campagne » avec des spectacles en extérieur ou en salle, dans l’herbe, le foin. Avec des spectacles à découvrir en famille. Les festivités s’articulent en deux grands moments forts : le samedi soir avec un repas champêtre en musique, et le dimanche avec un après-midi de spectacles en continu.

##### Mômo
Mômo est lui aussi un festival organisé par l'Association des festivals en pays de Haute Sarthe. Cet évènement s'ouvre à une diversité d'expressions contemporaines : danse, cirque, multimédia, théâtre, marionnettes, théâtre d'ombre, théâtre d'objets ainsi que des productions qui croisent ces disciplines, à travers des spectacles, lectures, animations, expositions, pour le plaisir de tous, enfants et parents.

#### Autres manifestations
De nombreuses autres animations sont organisées, que cela soit au prieuré ou en un autre lieu.

## Entreprises
- Tannerie cuirs précieux de la maroquinerie Hermès[20]

### Revenu de la population et fiscalité
En 2009, le revenu fiscal médian par ménage était de 16 654 € (chiffre de Beaumont-sur-Sarthe) alors que dans le canton la moyenne était de 18 651 € et dans la Sarthe de 21 256 €.

## Culture locale et patrimoine

### Lieux et monuments
- Le prieuré de Vivoin, fondé au XIe siècle, reconstruit au XIIIe. Le prieuré Saint-Hippolyte de Vivoin fut sauvé de la destruction en 1965 par le conseil général de la Sarthe, comme l’abbaye de l'Épau, pour accueillir les activités de son centre culturel. Il affiche sa belle architecture d’inspiration romane, gothique et renaissance. Une partie de l’édifice abrite notamment le musée de la vie d’autrefois (arts et traditions populaires).
- L’église prieurale Saint-Hippolyte XIe et XVe siècles.
- Le monument aux morts.
- La porte romane du XIIe
- L’auberge du Coq Hardi.
- Le moulin sur la Sarthe.

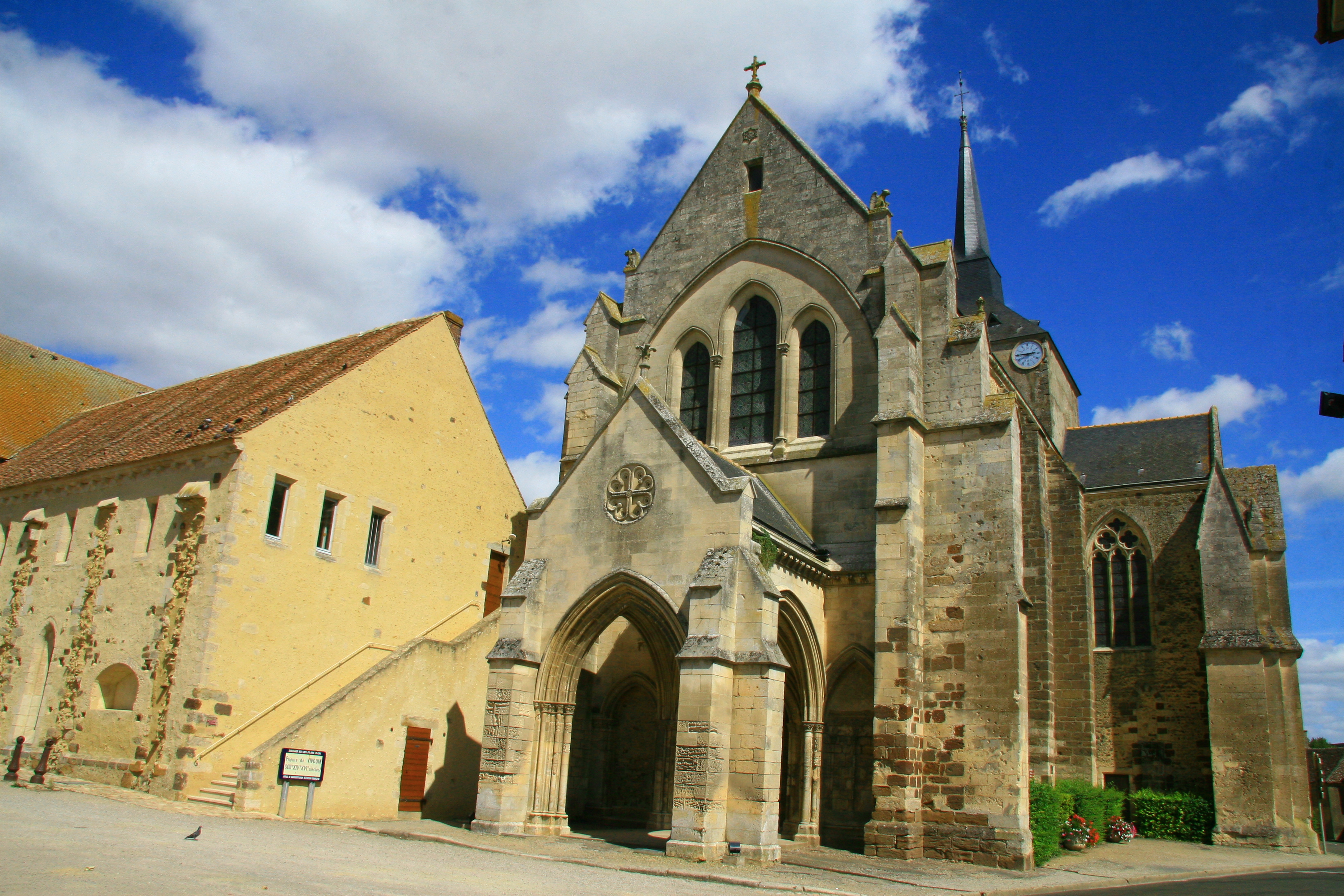
L'église prieurale Saint-Hippolyte.
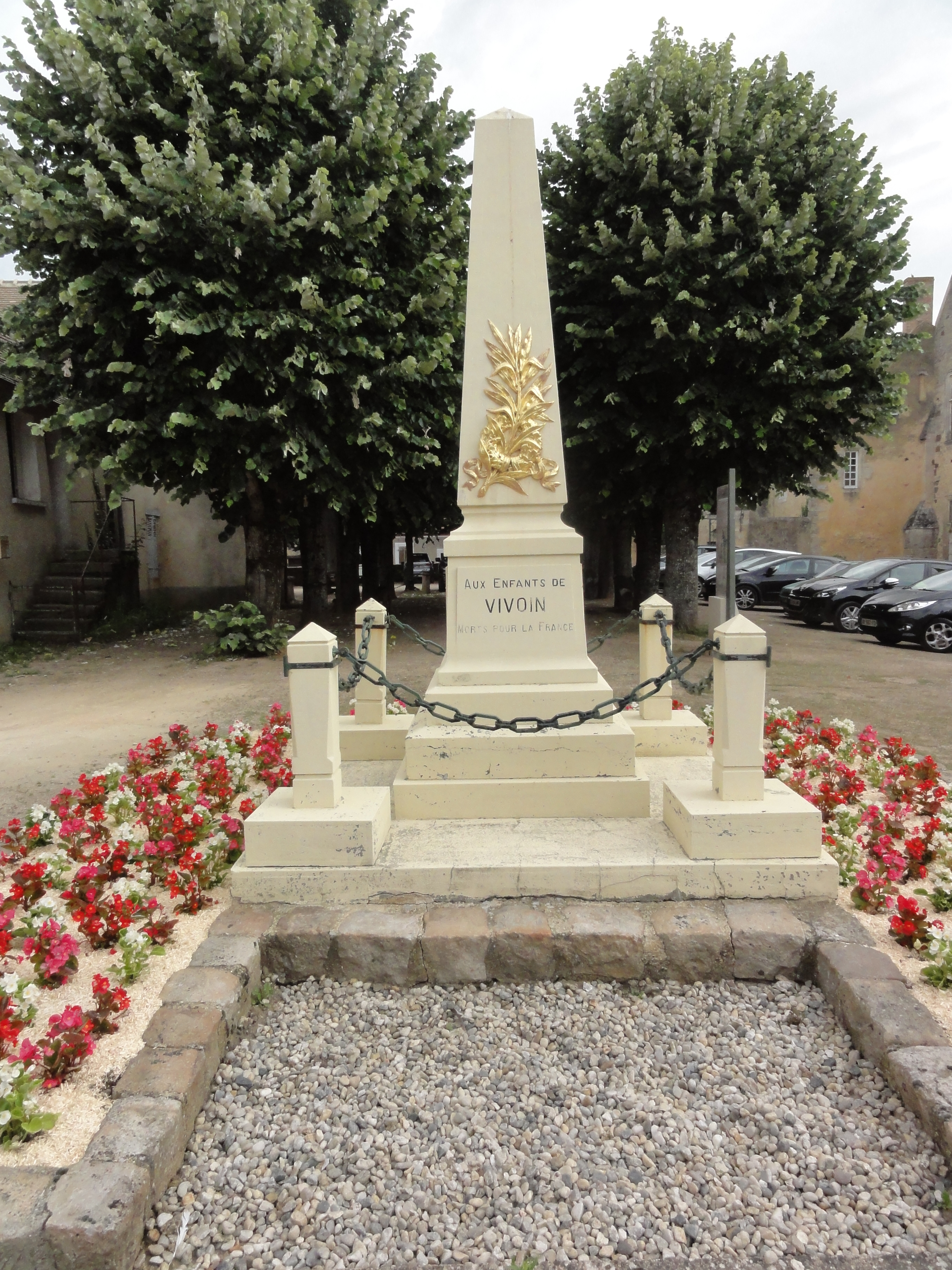
Le monument aux morts.
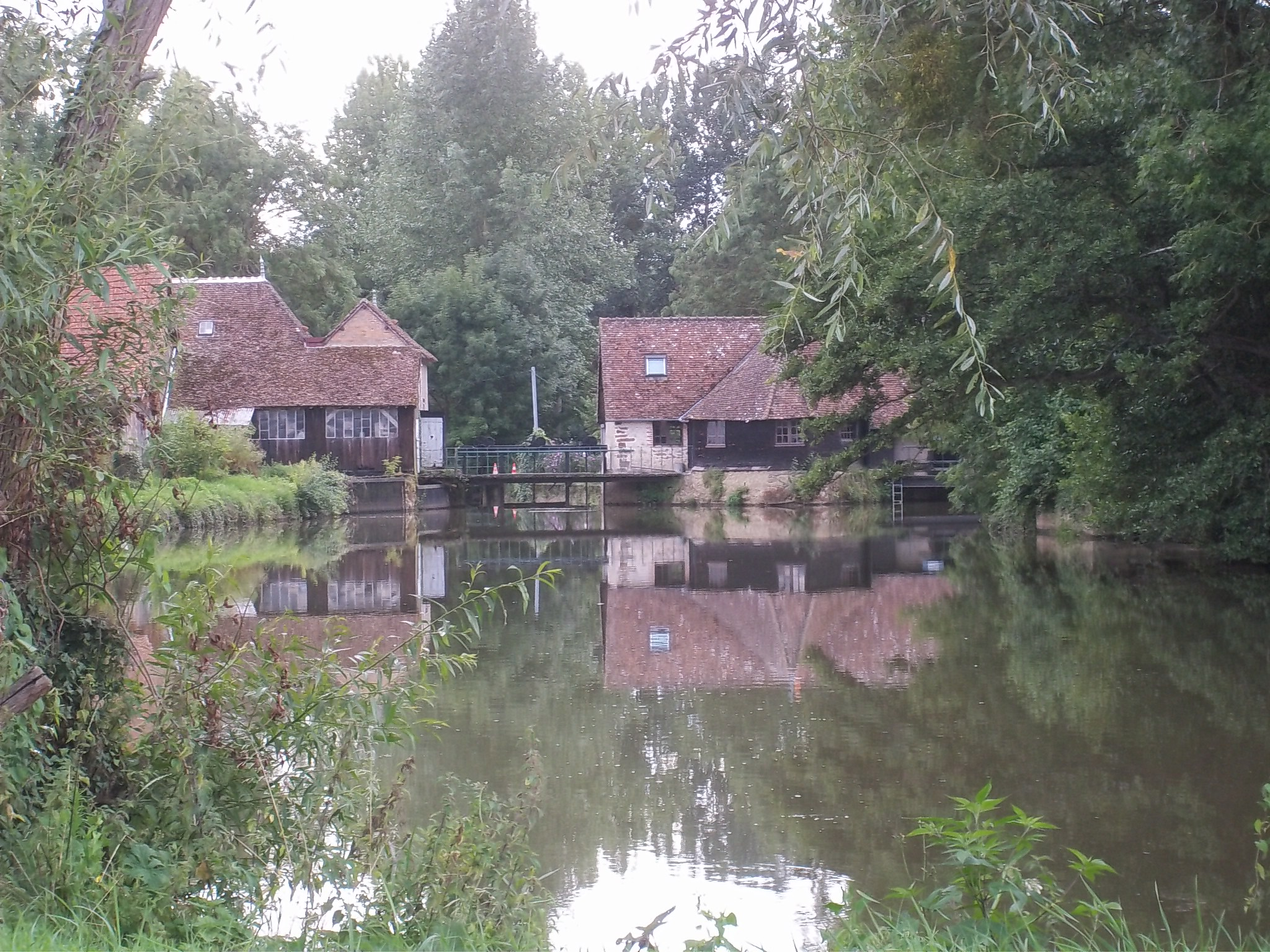
Le moulin sur la Sarthe.
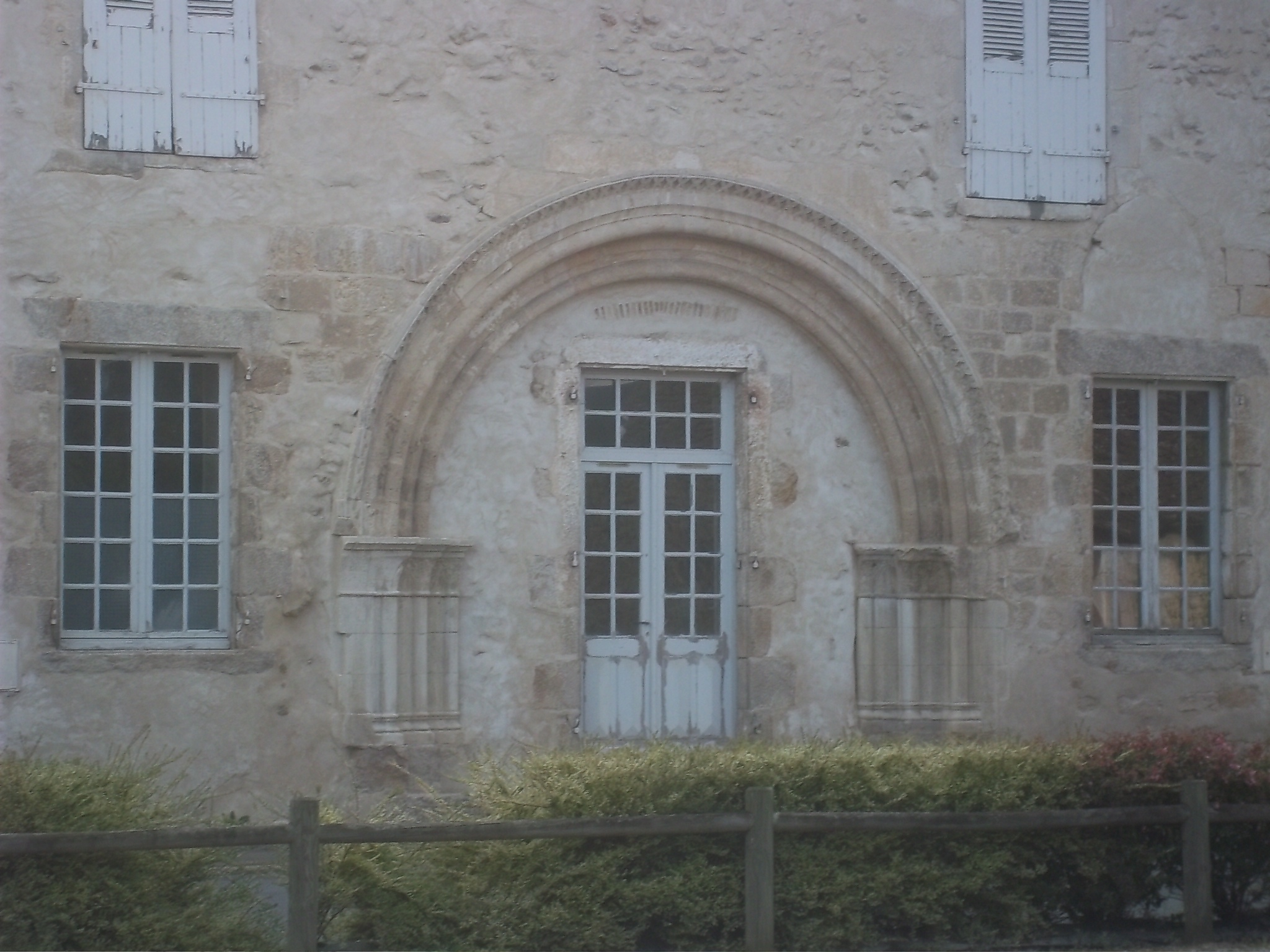
La léproserie de Vivoin, porte romane.

## Personnalité liées à la commune
- Gilles-René Héliand (1736-1789), homme politique né à Vivoin, député du tiers état aux états généraux de 1789.

## Héraldique
|  | Les armoiries de Vivoin se blasonnent ainsi : D’azur à un pélican contourné avec sa piété, sur son aire, surmonté d’une trangle tréflée de trois pièces, le tout d’argent. |